# 오성원
오성윈은 대한민국의 배우이다.

## 생애
중앙대학교 성악과를 졸업했으며 단국대학교 예술대학원 뮤지컬연극 전공 석사, 단국대학교 교육대학원 음악교육 석사
뮤지컬 <<브로드웨이 42번가>>(1999)로 데뷔하여 뮤지컬 무대와 팝페라를 중심으로 활동하고 있다.
한림예술고등학교 뮤지컬과 학과장을 맡고 있으며, 2006년부터 아프리카 현지 댄스/뮤지컬 예술 교육을 위한 자원 봉사자 보엠시어터 리더로 참여하고 있다.
에이콤 뮤지컬 명성황후 고종 역,  EMK 뮤지컬 <<더 라스트 키스>> 웨일즈 왕자 역, 뮤지컬 엘리자벳 막스 공작 역, OD뮤지컬컴퍼니 뮤지컬 지킬앤하이드 스트라이드 역, 뮤지컬 <<마리아마리아>> 베드로 역 , 뮤지컬 루돌프 에드워드 왕자 역 외 다수